# Lisa Della Casa
Lisa Della Casa (2. února 1919 Burgdorf – 10. prosince 2012, Münsterlingen) byla švýcarská sopranistka známá především jako interpretka hlavních hrdinek v operách Wolfganga Amadea Mozarta a Richarda Strausse a německých písní. Byla také označována jako ve své době „nejkrásnější žena na operní scéně“.

## Životopis
Lisa Della Casa se narodila v Burgdorfu ve Švýcarsku italsko-švýcarskému otci Francescovi Della Casa a bavorské matce Margarete Mueller. Když jí bylo 15 let, začala studovat zpěv na konzervatoři v Curychu. Mezi její učitele patřila Margarete Haeser.
V roce 1940 debutovala na operní scéně v titulní roli Pucciniho opery Madama Butterfly v Městském divadle Solothurn-Biel. V roce 1943 vstoupila do souboru Curyšské městské opery (zůstala její členkou až do roku 1950) a zpívala různé role, například Královnu noci v Mozartově Kouzelné flétně či Dorabellu v Così fan tutte. Později zpívala i roli Fiordiligi. V roce 1946 zpívala roli Zdenky v opeře Richarda Strausse Arabella v Městské opeře v Curychu po boku Marie Cebotari v roli Arabelly. Maria Cebotari se uznale vyjádřila o jejím talentu, a prosadila její pozvání na festival v Salcburku v roce 1947. Zde zpívala opět Zdenku v inscenaci, kde v hlavních rolích zpívali Maria Reining a Hans Hotter. Po premiérovém představení sám Strauss její vystoupení komentoval: „Malá Della Casa bude jednoho dne Arabellou!“ ("Die Kleine Della Casa wird eines Tages Arabella sein!"). Téhož roku, dne 18. října debutovala ve Vídeňské státní opeře a zpívala roli Neddy v Leoncavallově opeře Komedianti. Brzy se přestěhovala do Vídně a stala se členkou souboru Vídeňské státní opery. V roce 1949 debutovala na scéně La Scaly v Miláně jako Sofie v Straussově Růžovém kavalírovi a Marzelline v Beethovenově Fideliovi. Victor de Sabata, tehdejší hudební režisér opery La Scala, se ji pokusil přesvědčit, aby se přestěhovala do Milána, ale ona se rozhodla zůstat ve Vídni.
Na britských scénách debutovala rolí hraběnky Almaviva v Mozartově Figarově svatbě na festivalu v Glyndebourne. Poprvé zpívala titulní roli v opeře Arabella v Bavorské státní opeře v Mnichově v roce 1951. Tato role se stala pro ni rolí charakteristickou. V roce 1952 zpívala part Evy ve Wagnerově opeře Mistři pěvci norimberští na Bayreuthském festivalu, to bylo ale jejím jediným vystoupením v Bayreuthu.
V roce 1953 zpívala Arabellu v představeních bavorské státní opery v londýnské Covent Garden, a poprvé zpívala roli Oktaviána v Růžovém kavalírovi na salcburském festivalu. Dne 20. listopadu 1953 debutovala v Metropolitní opeře v New Yorku jako hraběnka Almaviva ve Figarově svatbě. Od svého debutu zpívala v 173 operních představeních v MET, až do svého posledního představení dne 9. prosince 1967, opět jako hraběnka Almaviva. Její repertoár na MET byl následující:
- Figarova svatba : hraběnka Almaviva (47 představení)
- Don Giovanni : Donna Elvira (34 představení)
- Mistři pěvci norimberští : Eva (23 představení)
- Růžový kavalír : Maršálka (17 představení) a Oktavián (8 představení)
- Cikánský baron : Saffi (17 představení)
- Arabella : Arabella (16 představení)
- Ariadna na Naxu : Ariadne (4 představení)
- Lohengrin : Elsa (4 představení)
- Madam Butterfly : Cio-Cio-San (2 představení)
- Bohéma : Mimì (1 představení)[6]

V roce 1955 poprvé zpívala roli maršálky v Růžovém kavalírovi Richarda Strausse; bylo to v sérii představení při příležitosti otevření obnovené vídeňské státní opery. Zpívala tedy postupně všechny tři hlavní ženské role v této opeře – Sofii, Oktaviána i Maršálku. V Curychu dokonce v jediném představení vystoupila jako Annina, když zaskočila za indisponovanou kolegyni.
Salcburský festival byl jedním z nejdůležitějších míst v její kariéře. Ariadnu zpívala v Straussově Ariadně na Naxu a Donnu Elviru v Mozartově Donu Giovannim v roce 1954 a znovu v roce 1956, Chrysothemis v Straussově Elektře a hraběnku Almaviva zde zpívala v roce 1957. Ve stejném roce také měla v rámci festivalu vlastní recitál, který byl nahrán na gramofonové desky. Roli Arabelly zde zpívala v roce 1958. O jejím vystoupení v této roli se velice pochvalně vyjádřila její kolegyně Inge Borkh.
V roce 1959 zpívala Paminu v Kouzelné flétně. Dne 26. července 1960 byl provoz v nově postaveném salcburském Festspielhausu zahájen představením opery Růžový kavalír pod taktovkou Herberta von Karajana. V tomto představení zpívala roli Maršálky spolu se Senou Jurinac jako Oktaviánem a Hilde Gueden jako Sofií. Herbert von Karajan a filmový režisér Paul Czinner plánovali převést představení na filmové plátno. Požádali Lisu Della Casa, aby ve filmu zpívala roli Maršálky a ona s radostí souhlasila. Producent nahrávací společnosti EMI Walter Legge ale prosadil do filmu svou manželku, Elisabeth Schwarzkopf. Na druhou stranu Della Casa nahradila ve filmové produkci Mozartovy opery Don Giovanni z roku 1954 Schwarzkopfovou.
Ačkoli odzpívala všechna plánovaná představení sezóny (Maršálku a hraběnku Almaviva), překvapila veřejnost prohlášením, ze v Salcburku už nikdy nebude zpívat (“No, sir, Salzburg für mich ist gestorben.")
Své publikum znovu překvapila, když se ujala titulní role v opeře Salome v Bavorské státní opeře v Mnichově v roce 1961.
Po tomto roce vystoupila v několika dramatických rolích v italských operách. Uspěla zejména jako Desdemona ve Verdiho Otellovi a v hlavní roli v Pucciniho Tosce, ale nakonec se vrátila k lyrickým rolím v operách Wolfganga Amadea Mozarta a Richarda Strausse. V roce 1964, kdy Elisabeth Schwarzkopf (nyní její kolegyně a rivalka v souboru Vídeňské státní opery) debutovala v Metropolitní opeře v New Yorku jako Maršálka v Růžovém kavalírovi, zpívala Della Casa roli Oktaviána. Ačkoliv se očekával společenský skandál mezi rivalkami, nebyly během tohoto období mezi oběma sopranistkami patrné žádné konflikty.
Dalšími významnými rolemi, kterých se Lisa Della Casa ujala, byla Kleopatra v Händelově opeře Julius Caesar, hraběnka v Straussově opeře Capriccio, Ilia v Mozartově Idomeneovi a ženské role v opeře Der Prozess od Gottfrieda von Einem.

## Závěr kariéry
V polovině šedesátých let začala její chuť vystupovat na operní scéně klesat a absolvovala méně představení. Připustila, že se jí „hudební obchod“ s jeho intrikami a marnostmi nelíbí.
Během své kariéry kouřila. V televizním rozhovoru BBC z roku 1963 vedeném v angličtině, jí reportér položil otázku, zda kouření neškodí jejímu zdraví. S úsměvem odpověděla: „Víte, ve Vídni jsem navštívila lékaře – specialistu, a ten mi řekl, že zpěv je pro mě nebezpečnější než kouření, a přitom kouřím déle, než zpívám.„
Nahrála několik kompletních operních nahrávek především pro společnost Decca: její interpretace hraběnky Almaviva ve Figarově svatbě (dirigent Erich Kleiber) a titulní role v Arabelle (dirigent Sir Georg Solti) jsou považovány za nejlepší nahrávky těchto rolí. V roce 1953 nahrála pro Deccu první nahrávku cyklu Vier letzte Lieder (Čtyři poslední písně) Richarda Strausse (dirigent Karl Böhm) a mnoho milovníků klasické hudby prohlašuje, že tato nahrávka je nejlepší dostupnou. Roli Elvíry v Donu Giovannim, zpívala v obsazení, které bylo považováno za nejlepší ve své době. Titulní roli zde zpíval Cesare Siepi, dirigoval Wilhelm Furtwängler a nahrávka je k dispozici na CD i DVD. Nahrála nezapomenutelnou hraběnku Almaviva pod vedením Ericha Leinsdorfa v Metropolitní opeře v New Yorku, kde v hlavní roli hrál americký basbaryton Giorgio Tozzi.
Jako interpretka písní vystupovala často s německým klavíristou Sebastianem Peschkem a maďarským Arpadem Sandorem. Několikrát vystoupila v uznávaném americkém televizním hudebním pořadu The Bell Telephone Hour a pravidelně se objevovala ve švýcarské televizi.
V říjnu 2007 a listopadu 2008 Lisa Della Casa, její rodinní příslušníci a její kolegové, souhlasili s tím, že vystoupí v rámci německého dokumentárního filmu Liebe einer Diva o jejím životě a kariéře.[nedostupný zdroj], wunderlichmedien.com; zpřístupněno 1. července 2015. (německy) Film naposledy uvedla německá televizní stanice 3SAT dne 5. dubna 2010. Ve filmu jsou rozsáhlé dokumentární záběry i vzácné záběry z televizních pořadů.

## Osobní život
Byla dvakrát vdaná. Její první manželství skončilo po krátké době rozvodem. V roce 1949 se provdala za jugoslávského novináře a houslistu Dragana Debeljeviče (1921–2014), se kterým měla dceru Vesnu.
V roce 1970 její dcera Vesna Debeljevic, tehdy dvacetiletá, měla vážné zdravotní problémy (aneuryzma). Po jejím onemocnění začala Lisa Della Casa omezovat počet svých vystoupení. Vesna podstoupila náročnou operaci, která jí zachránila život, ale nezůstala bez následků. Lisa Della Casa se rozhodla ještě více omezit své koncertování a věnovat se ošetřování své dcery. Koupila dům ve Španělsku, kde rodina mohla v pohodlí žít po většinu roku.
Naposledy vystoupila na veřejnosti dne 25. října 1973 ve Vídeňské státní opeře v roli Arabelly. Následujícího roku (ve věku 55 let) oznámila svůj odchod do důchodu. Její publikum bylo zmateno, protože odešla na vrcholu kariéry, „žádná vysvětlení, žádný návrat, žádné mistrovské kurzy, žádné rozhovory, žádná soukromá vystoupení“. Věnovala se pouze péči o svou dceru. Vesna v dokumentárním filmu Lisa Della Casa: Liebe einer Diva, Porträt der Sopranistin mluví o „neustálé, neomezené lásce“ své matky („eine Liebe ohne Ende“).

## Smrt
Lisa Della Casa zemřela 10. prosince 2012 v Münsterlingenu ve Švýcarsku. Salcburský Festspielhaus vyvěsil černou vlajku jako oznámení její smrti.

## Ocenění
- Hans Reinhart Ring (1967)[13]
- Čestný rakouský kříž pro vědu a umění, 1. třída (1969)[14]
- Zlatá medaile města Vídně,
- Rakouský a bavorský čestný titul komorní zpěvačka (Kammersängerin)
- Čestný člen Vídeňské státní opery
- Komandér Řádu umění a literatury (Francie, červenec 2012)